# Справа Сімпсона
Народ штату Каліфорнія проти О. Джея Сімпсона або Справа Сімпсона (англ. People of the State of California v. Orenthal James Simpson) — суд над відомим американським футболістом та актором О. Джей Сімпсоном, якого звинувачували у вбивстві колишньої дружини Ніколь Браун-Сімпсон та її приятеля Рональда Ґолдмана.